# لیک آو د وودز (ویرجینیا)
لیک آو د وودز (به انگلیسی: Lake of the Woods) یک منطقهٔ مسکونی در ایالات متحده آمریکا است که در شهرستان اورنج، ویرجینیا واقع شده‌است. لیک آو د وودز ۷٬۱۷۷ نفر جمعیت دارد.